# 2007年香港立法會香港島地方選區補選
2007年香港立法會香港島地方選區補選是香港特別行政區成立後第5次進行的香港立法會議席補選。補選於2007年12月2日舉行，以填補於2007年8月8日在廣州病逝的馬力在香港島選區的民選議席空缺。
投票日翌日凌晨3時25分，官方的選委會宣布陳方安生以175,874票（得票率約為55%）當選。

## 背景
民建聯秘書長馬力接替在2003年區議會選舉慘敗而辭職的曾鈺成成為民建聯主席。翌年，立法會選舉中，他被提名在香港島參選，他列在名單的第一名，第二名為蔡素玉。雖知參選途中因身體檢查而發現患上癌症（據悉是結腸癌），他立即前往中國內地醫治。由於立法會選舉沒有退選的機制，所以他在病情控制後再回香港拉票，結果他順利當選，而排名單第二的蔡素玉亦以八百多票之差擊敗對手的泛民主派參選人何秀蘭當選。
2007年夏季馬力的癌病開始轉趨惡化，癌細胞並不斷擴散至各主要器官，他需再度北上到廣州醫治；可惜馬力於8月8日下午2時因結腸癌醫治無效逝世，終年55歲。依據法例，他遺下的席次需要進行補選，由於只有一席，所以變成單議席單票制，選區為香港島。
由於是次選舉均集中在一個席位上，而補選出來的任期只有約8個月，因此成為各大政黨爭取的目標，主要形成泛民主派和建制派之爭。

## 補選前期工作
民政事務總署東區民政事務專員曹振華獲委任為選舉主任。9月21日，總選舉事務主任於憲報刊登補選公告，把12月2日指定為補選的投票日。為避免與區議會選舉的提名期（於2007年10月15日結束）重叠，補選的提名期由10月17日開始，至10月31日結束，首尾一共15天。

## 參選人

### 正式候選人
從2007年10月17日至31日為期15天的提名期內，選舉主任共接獲9份提名表格，其中8份有效。各候選人的資料如下：
(1)柳玉成  Lau Yuk Shing

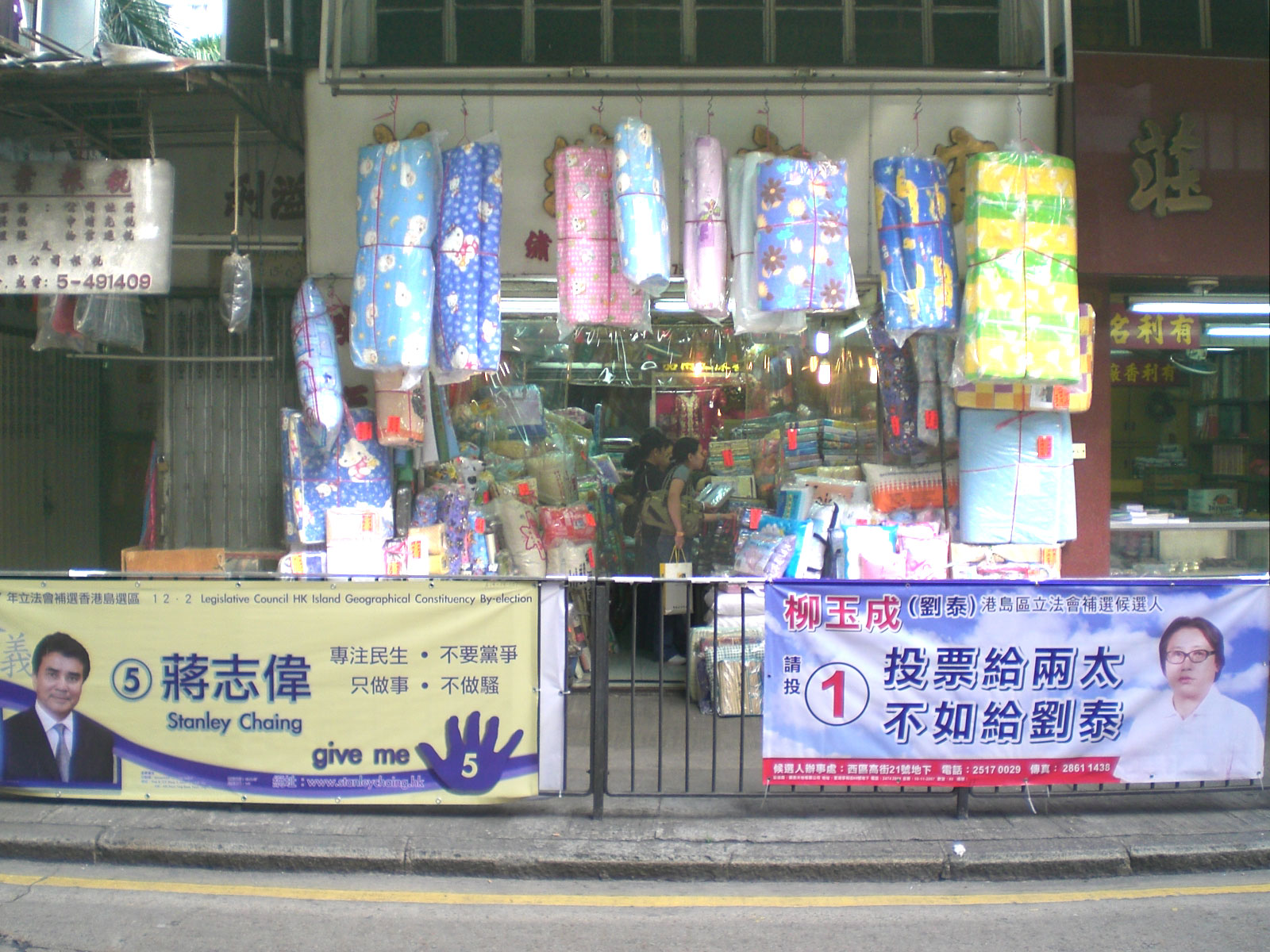
柳玉成和蔣志偉的競選海報

以獨立人士參選，是為中國大陸的新移民。曾化名劉泰，中國正義黨香港負責人，香港民主救港力量副召集人，中國工黨成員，報稱工人。曾在2004年參選九龍西立法會議席。他表示會爭取即時實行普選，又建議廢除強積金，增設養老金和失業金。而他同時亦參與2007年香港區議會選舉，參選深水埗區議會南昌南選區，填報的政黨背景為中國工黨。其對手為港九勞工社團聯會提名的黃鑑權。根據蘋果日報於10月31日的報道，社民連主席黃毓民稱，柳玉成身為社民連成員，卻不遵守泛民主派及社民連訂定的初選規則，在初選後自行參選，已開除柳玉成的黨籍。
(2)李永健  Lee Wing-kin
李永健是大律師，他的政綱提出，要縮窄貧富懸殊、改善勞工就業、減少教師工作量，推行醫療融資，並在條件成熟下落實普選。他表示，明白無論競選班底以及名氣，都不及兩位參選的前高官陳方安生及葉劉淑儀，今次參選是以卵擊石，若意外當選，是僥倖收穫。李永健在10月17日向選委會提交提名表格，以獨立人士身份參選。
(3)蕭思江  Jimmy Siu See-kong
現職港人民權民生黨有限公司主席。曾在紮鐵工潮中協助紮鐵工人向商會提出訴訟。他表示，香港不一定要在2012年普選，亦不一定要有時間表，最重要是不影響香港的繁榮穩定。
(4)葉劉淑儀  Regina Ip
前保安局局長、匯賢智庫理事會主席；葉劉淑儀在2007年9月27日下午三時半於灣仔六國酒店舉行記者會宣佈參選，她隨即介紹她的十二名選委成員並在現場的布置板寫上「我宣佈參選 Yes，I'm running」的中、英文競選口號。葉劉淑儀在10月17日向選委會提交提名表格，以獨立人士身份參選。
(5)蔣志偉  Stanley Tandon Lal Chiang
理職落馬洲中港貨運聯會主席，於2007年10月25日召開記者會宣佈參選。他指是為公義而來，又指自己沒有政黨的包袱。他參選的三大關注範疇包括捍衛基層福利、關注中產權益，以及監察政府施政。
(6)凌尉雲  Cecilia Ling Wai-wan
凌尉雲自稱公司董事，強項是來自平凡，非高官。 凌尉雲性格內向，作風低調，語帶鄉音，對香港政治冷感，她只希望引導大家關心香港經濟及民生。 凌尉雲在北京出生，於1988年新移民來香港。
(7)陳方安生  Anson Chan
大紫荊勳賢、前政務司司長、政制改革核心小組組長，是退休公務員；陳方安生在2007年9月11日上午於灣仔駱克道香港小童群益會總部舉行記者會宣佈參選。陳方安生在10月22日向選委會提交提名表格，以獨立人士身份參選。
(8)何來  Ho Loy
本土行動其中一名成員。她在2007年10月9日於中環原天星碼頭的天台上向傳媒宣布以獨立人士身份參加是次立法會港島區補選；她表示參選原因是因為對在10月7日的撐普選遊行的陳方安生中途離隊恤髮，感到傷心，故決定參選，以令選民有更多選擇。並承認此事可以說是對陳方安生在遊行中途離去恤髮的不滿，表示推動陳太參選的人士亦需負責。

### 已報名參選但不合資格
李慨俠
報稱任職遊艇教練，西北航運前行政總裁。1991年曾參加立法局九龍東直選但落敗。今次補選中因有效提名人數不足而不合資格。亦有報道指李慨俠因未解除破產令而被選舉事務處拒絕接受報名。
陳乙東
2006年以一句「你有壓力，我有壓力」而「走紅」的「巴士阿叔」陳乙東，在2007年10月15日宣布參加將於12月舉行的立法會港島區補選。陳乙東表示參選旨在延續前民建聯主席馬力的愛國愛港精神。他聲稱一旦當選成功，會立即推動醫療及教育改革。至於競選經費，則會以逐家逐戶方式籌集。由於至報名參選截止日仍未籌募到50,000元，未能成為候選人。

### 曾表態參加
- 勞永樂：社會民主連線時任副主席、前立法會醫學界議員[9]
  - 勞永樂首參與2007年香港立法會港島選區補選泛民主派初選但落敗
- 何秀蘭：前立法會議員、中西區區議員[10]
- 甘乃威：民主黨黨員，中西區區議員，曾參加2000年參加立法會直選（港島區）。[11]
- 黃毓民：社會民主連線主席
- 曾健成：社會民主連線成員及東區區議會議員，1995年至1997年間曾任立法局議員及曾於2000及2004年參加立法會直選。[12]
- 葉國謙：民建聯副主席，前區議員。
- 鍾樹根：民建聯成員，東區區議會前副主席，曾於2000年參選立法會港島選區及港島選區補選。[13]
- 張國鈞：青年民建聯主席。民建聯常委。[14]

## 選舉結果預測
港島區過往的選戰結果顯示，接近六成的有效票數皆投往泛民主派，而只有四成選票表示親中意向。

### 滾動調查
多間傳媒和港大民意研究計劃合作，進行每日更新的滾動民意調查，以電話訪問市民假如明日進行補選會投哪位候選人。
| 日期               | 柳玉成 | 李永健 | 蕭思江 | 葉劉淑儀 | 蔣志偉 | 凌尉雲 | 陳方安生 | 何來  | 誤差率 |
| ------------------ | ------ | ------ | ------ | -------- | ------ | ------ | -------- | ----- | ------ |
| 11月28日－11月30日 | <0.5%  | <0.5%  | <0.5%  | 31%      | 1%     | <0.5%  | 44%      | 1%    | 3.1%   |
| 11月26日－11月28日 | <0.5%  | <0.5%  | <0.5%  | 35%      | 1%     | <0.5%  | 43%      | 1%    | 3.5%   |
| 11月25日－11月27日 | <0.5%  | <0.5%  | <0.5%  | 33%      | 1%     | <0.5%  | 46%      | 1%    | 3.6%   |
| 11月24日－11月26日 | 1%     | 1%     | <0.5%  | 31%      | 1%     | <0.5%  | 48%      | 1%    | 3.6%   |
| 11月23日－11月25日 | 1%     | 1%     | <0.5%  | 31%      | 1%     | <0.5%  | 46%      | 1%    | 3.6%   |
| 11月22日－11月24日 | 1%     | <0.5%  | <0.5%  | 32%      | 1%     | <0.5%  | 45%      | <0.5% | 3.7%   |
| 11月21日－11月23日 | <0.5%  | <0.5%  | <0.5%  | 33%      | 1%     | <0.5%  | 43%      | 1%    | 3.7%   |
| 11月20日－11月22日 | <0.5%  | <0.5%  | <0.5%  | 31%      | 1%     | <0.5%  | 47%      | 1%    | 3.7%   |
| 11月19日－11月21日 | <0.5%  | <0.5%  | <0.5%  | 32%      | <0.5%  | <0.5%  | 47%      | <0.5% | 3.8%   |
| 11月18日－11月20日 | <0.5%  | <0.5%  | <0.5%  | 32%      | <0.5%  | <0.5%  | 49%      | <0.5% | 3.8%   |
| 11月17日－11月19日 | <0.5%  | <0.5%  | <0.5%  | 34%      | <0.5%  | <0.5%  | 49%      | 1%    | 3.8%   |
| 11月16日－11月18日 | <0.5%  | <0.5%  | <0.5%  | 31%      | <0.5%  | <0.5%  | 52%      | 1%    | 3.8%   |
| 11月15日－11月17日 | <0.5%  | <0.5%  | <0.5%  | 31%      | 1%     | <0.5%  | 50%      | 1%    | 3.8%   |
| 11月14日－11月16日 | <0.5%  | <0.5%  | <0.5%  | 32%      | 1%     | <0.5%  | 46%      | <0.5% | 3.8%   |
| 11月13日－11月15日 | <0.5%  | <0.5%  | <0.5%  | 36%      | 1%     | <0.5%  | 43%      | <0.5% | 3.9%   |
| 11月12日－11月14日 | <0.5%  | <0.5%  | <0.5%  | 37%      | 1%     | 1%     | 42%      | 1%    | 4%     |
| 11月11日－11月13日 | <0.5%  | 1%     | <0.5%  | 34%      | 1%     | 1%     | 44%      | 1%    | 4.1%   |
| 11月10日－11月12日 | <0.5%  | <0.5%  | <0.5%  | 30%      | 1%     | <0.5%  | 46%      | 2%    | 4.1%   |
| 11月9日－11月11日  | <0.5%  | <0.5%  | <0.5%  | 28%      | 1%     | <0.5%  | 45%      | 1%    | 4.1%   |
| 11月8日－11月10日  | <0.5%  | <0.5%  | <0.5%  | 31%      | 1%     | <0.5%  | 42%      | 1%    | 4.1%   |
| 11月7日－11月9日   | <0.5%  | <0.5%  | 1%     | 33%      | <0.5%  | <0.5%  | 42%      | 1%    | 4.1%   |
| 11月6日－11月8日   | <0.5%  | <0.5%  | 1%     | 33%      | 1%     | <0.5%  | 44%      | 1%    | 4.2%   |
| 11月5日－11月7日   | <0.5%  | <0.5%  | <0.5%  | 32%      | <0.5%  | <0.5%  | 46%      | 1%    | 4.3%   |
| 11月4日－11月6日   | <0.5%  | <0.5%  | <0.5%  | 33%      | <0.5%  | <0.5%  | 44%      | 1%    | 4.4%   |
| 11月3日－11月5日   | <0.5%  | <0.5%  | <0.5%  | 35%      | <0.5%  | <0.5%  | 43%      | 1%    | 4.4%   |
| 11月2日－11月4日   | <0.5%  | 1%     | <0.5%  | 37%      | <0.5%  | <0.5%  | 43%      | 1%    | 4.4%   |
| 11月1日－11月3日   | 1%     | 1%     | <0.5%  | 38%      | <0.5%  | <0.5%  | 41%      | <0.5% | 4.4%   |
| 10月31日－11月2日  | <0.5%  | <0.5%  | <0.5%  | 36%      | 1%     | <0.5%  | 41%      | <0.5% | 4.4%   |

### 票站調查
獲准進行票站調查的機構：
- 香港調查研究中心
- 香港大學
- 香港社區發展網絡

香港社區發展網絡（社發網）是2007年立法會港島區補選指定的三個票站調查機構之一，2007年12月2日晚上十時三十五分，社發網由總幹事龍緯汶公佈票站調查結果。社發網的工作人員由下午四時至十時，在香港公園體育館、軒尼詩道官立小學、太古城郵政局及筲箕灣郵政局等四個票站，進行票站調查，共訪問了600人（100%）；當中：
- 柳玉成：18票，佔3%；
- 李永健：5票，佔0.8%；
- 蕭思江：7票，佔1.2%；
- 葉劉淑儀：250票，佔41.7%；
- 蔣志偉：12票，佔2%；
- 凌尉雲：9票，佔1.5%；
- 陳方安生：279票，佔46.5%；
- 何來：20票，佔3.3%。

### 其他調查
| 日期             | 參選人／候選人                                                  | 不知道／未決定 | 以下皆不是 | 調查人數 | 備註                                   | 調查組織               |
| ---------------- | --------------------------------------------------------------- | -------------- | ---------- | -------- | -------------------------------------- | ---------------------- |
| 9月4日－9月7日   | - 陳方安生 39.25% - 葉劉淑儀 35.75%                             | 25%            | -          | 428      | 假如只有兩名候選人                     | 明報電話訪問           |
| 9月4日－9月5日   | - 陳方安生 52.2% - 葉劉淑儀 32.3%                               | 6.2%           | 9.3%       | 502      | 假如只有兩名候選人                     | 蘋果日報／HKU POP poll |
| 8月23日－8月26日 | - 何秀蘭 21% - 黃毓民 10% - 甘乃威 3% - 葉劉淑儀 45%            | 21%            | -          | 289      | 假如有多名候選人代表泛民主派           | 明報電話訪問           |
| 8月23日－8月26日 | - 何秀蘭 34% - 葉劉淑儀 50%                                     | 16%            | -          | 289      | 假如只有兩名候選人                     | 明報電話訪問           |
| 8月23日－8月26日 | - 黃毓民 30% - 葉劉淑儀 56%                                     | 14%            | -          | 289      | 假如只有兩名候選人                     | 明報電話訪問           |
| 8月10日－8月13日 | - 何秀蘭 27% - 甘乃威 6% - 勞永樂 4% - 葉劉淑儀 28% - 葉國謙 8% | 27%            | -          | 299      | 假如有多名候選人代表泛民主派及建制派。 | 明報電話訪問           |
| 8月10日－8月13日 | - 何秀蘭 38% - 葉劉淑儀 43%                                     | 19%            | -          | 299      | 假如只有兩名候選人                     | 明報電話訪問           |
| 8月10日－8月13日 | - 何秀蘭 48% - 葉國謙 29%                                       | 23%            | -          | 299      | 假如只有兩名候選人                     | 明報電話訪問           |

## 各政黨之表態
- 泛民主派
  - 民主黨：支持陳方安生
  - 公民黨：支持陳方安生
  - 職工盟：支持陳方安生
  - 民協：支持陳方安生
  - 街工：沒有表態
  - 前綫：支持陳方安生
  - 社民連：支持勞永樂，泛民初選後支持陳方安生，但在選舉時，只派出曾健成等港島區議員助選，至於黨內核心成員梁國雄、陳偉業、陶君行則在香港人網網上電台表明不支持陳方安生，而黃毓民在選舉中只是狙擊葉劉淑儀。
  - 南同盟：未表態
- 建制派
  - 民建聯：支持葉劉淑儀
  - 自由黨：支持葉劉淑儀
  - 工聯會：支持葉劉淑儀
  - 港九勞聯：未表態
  - 泛聯盟：未表態

## 泛民主派的初選機制
與歷屆選舉不同的是，這次補選泛民主派只協調出一位候選人，該最終候選人是由初選產生。9月16日，達成了初選的安排，勞永樂和陳方安生在9月24日出席論壇，向300個團體代表和100名市民簡介政綱，論壇形式參考3月的特首選舉辯論。最後由陳方安生成為泛民主派候選人。

## 選舉論壇

### 香港大學選舉論壇
日期：2007年11月8日

時間：下午5時至8時

地點：香港大學陸佑堂

主辦：香港大學政治及公共行政學會

### 直選擂港島區補選[20]
日期：2007年11月25日

時間：晚上7時至9時

地點：中環遮打花園

合辦：亞洲電視、有線電視、商業電台、香港寬頻、新城電台、now寬頻電視、香港電台、無綫電視

播映頻道：無綫電視翡翠台（直播首1小時、深夜重播全程）、亞洲電視本港台、新城財經台（錄播）、有線電視直播新聞台及財經資訊台（全程直播）、無綫新聞2台（全程直播）、now直播台、香港電台第一台、香港商業電台第一台（全程直播）

#### 辯論情況
八位候選人在論壇中互相打斷對方的說話，混亂情況有如同年的區議會選舉論壇中梁安琪與陶君行互相罵戰的一樣。當日公民黨的林雨陽報稱被搶手提電話並受傷，事後有三人被捕，當中包括民建聯成員姚銘。葉劉淑儀事後否認事件與其有關，保安局局長李少光亦對事件表示關注。

## 投票日
補選於2007年12月2日（星期日）舉行，投票時間：香港時間7:30至22:30。政府當局開於全港島97個投票站供62萬名港島區選民投票。投票結束後，投票站改作為點票站。選舉當局於12月3日凌晨1:00及2:30公佈臨時點票數字，而最終結果，會設在灣仔香港會議展覽中心內的新聞中心由選舉主任宣佈。

### 投票直撃節目
- 《立法會港島區補選》12月2日08:00、10:00、11:55、17:00、12月3日00:30、01:00、01:30、02:00、02:30於翡翠台播出
- 《補選快訊》12月2日10:30、22:30、22:50、23:00於本港台播出

## 投票率
本次補選共有321,938名已登記選民參予投票，投票率為52.06%，較2004年立法會港島區投票率低3.58個百分點。與2000年立法會港島區補選比較，則提升了22.79%。

## 選舉結果
凌晨三時二十五分，官方宣布陳方安生勝出。
| 編號 | 候選人姓名 | 所得票數 | 得票率  |
| ---- | ---------- | -------- | ------- |
| 1    | 柳玉成     | 344      | 0.11 %  |
| 2    | 李永健     | 401      | 0.13 %  |
| 3    | 蕭思江     | 613      | 0.19 %  |
| 4    | 葉劉淑儀   | 137,550  | 42.89 % |
| 5    | 蔣志偉     | 3,518    | 1.10 %  |
| 6    | 凌尉雲     | 822      | 0.26 %  |
| 7    | 陳方安生   | 175,874  | 54.84 % |
| 8    | 何來       | 1,593    | 0.50 %  |
|      | 總數       | 320,715  | 100 %   |

陳方安生於12月5日在立法會會議上宣誓就任立法會議員。

## 廢票

### 定義
廢票是指無效的選票，如白票、填寫不當、塗污了的選票等，算法是把總投票數字減去有效票數的數字；而廢票率則是廢票數量佔總投票數字的百分比，公式如下：
對每個選區而言
| 有效票數 = ∑(各候選人票數)      |
| 廢票量 = 總票數 - 有效票數      |
| 廢票率 = 廢票量 ÷ 總票數 × 100% |

### 廢票率
所有原始數據均摘自香港政府立法會選舉網站，依以上定義運用前述公式作簡單計算而得出下表：
| 2008立法會選舉分區廢票統計 | 2008立法會選舉分區廢票統計 | 2008立法會選舉分區廢票統計 | 2008立法會選舉分區廢票統計 | 2008立法會選舉分區廢票統計 |
| 選區                       | 投票人數                   | 有效選票                   | 無效選票                   | 廢票率                     |
| -------------------------- | -------------------------- | -------------------------- | -------------------------- | -------------------------- |
| 香港島                     | 321,938                    | 320,715                    | 1,223                      | 0.38%                      |

## 備受關注
由於候選人陳方安生以及葉劉淑儀均是前公務員及高官，首次出選立法會，由於陳方安生及葉劉淑儀各有相關的實力及名望，令今次的補選議席任期雖然只有8個月，但是卻競爭激烈；此外，也被香港傳媒喻為2008年香港立法會選舉以及2012年香港行政長官選舉的前哨戰。這是繼1995年黃錢其濂（前衛生福利司）、2000年藍鴻震（前民政事務局局長）和2004年呂孝端（前任民政事務總處副處長）分別參加1995年香港立法局選舉、2000年香港立法會選舉及2004年香港立法會選舉後，再有退休高官參選。
在民間，是次補選有「阿太對阿太」、「高官對高官」、「司長對局長」、「政務司對保安局」、「上司對下屬」、「民主對非民主」等稱呼的名稱來比喻是次的補選。同時有人認為選舉反映了年輕一代仍無法在香港政界立足。
是次補選共有8名候選人，當中部分候選人指傳媒集中報道陳方安生及葉劉淑儀，對其他候選人造成不公現象，希望傳媒作平衡報道，而選舉後期傳媒也開始作平衡報導。另一方面，是次補選有意報名以至成功報名的人士眾多，當中不乏欠知名度的人士，引起社會關注選舉門檻是否過低的問題，也令有關行政長官選舉提名門檻的爭議出現暗湧。是次補選或許掀起了一些小市民參選的風氣。
在2007年香港區議會選舉後，有人認為可以刺激支持泛民主派選民踴躍投票，對泛民選情有利。但亦有人在選民泛民主派失望等因素下，擔心泛民未必能藉補選挽回劣勢。
由於葉劉淑儀得票率超過四成，而陳方安生得票率只得五成半，所以有學者認為「六四黃金定律」（即泛民主派有六成得票率、建制派有四成得票率）經已被打破。

## 選舉過程爭議

### 抹黑短訊
在12月1日（即投票日前夕），很多港島區的市民收到來歷不明的短訊，訛稱指「陳太十成按揭事件，立法會提質疑，召金管局跟進，設委員會調查」。另外，亦有一些泛民主派中人收到自稱是泛民中人發出的短訊，指「陳太如選出可能成泛民負資產！廉署已就十成按揭展開調查，普選陳太勝出也要辭職」。此外，亦有一個題為「踢爆《蘋果》告急號外」的短訊，主要發給傳媒中人和其他港島區居民，寫著「急：踢爆蘋果"告急號外"黎智英下密令《蘋果》在12月2日下午，無論投票率如何都要出"號外"：投票率低！陳太告急！敬請傳媒留意！（完）」，而結果短訊內容成真（見下段）。
到了12月2日投票當天，更有短訊指「葉劉和中央有得傾，選4號，港股直通車早開到」「據可靠消息公安部話，葉劉當選後搞得好居港權問題，其他人當選冇得傾」。
《蘋果日報》報道指收到這些短訊的多是國企中國移動旗下萬眾電話的客戶。該報亦指有自稱中華總商會職員的男子致電選民，訛稱陳方安生的選舉編號已由7號改為4號。學者指這種做法是利用了法律漏洞，透過用完即棄不用登記身分的儲值卡，以從不明渠道得來的電話號碼發出短訊抹黑對手，從而避過法律責任和申報選舉經費。

### 蘋果日報號外
12月2日下午，《蘋果日報》印製了一份號外，題為「選舉快訊：左派鐵票排山倒海　陳太勢危」，呼籲支持民主派的選民出來投票，對抗左派具組織性的「鐵票」。當中有一個小標題寫著「揀葉劉，要跳樓！」。這份號外在當日黃昏時運到港島各區，免費派發。《蘋果日報》依選舉條例規定，在號外中印了所有候選人的簡介，從而避免印製號外的成本要算入陳方安生的選舉經費向選管會申報。葉劉淑儀陣營表示必定追究事件，會向選管會和廉政公署投訴，要求當局調查這是否需要算入選舉經費或屬於賄選。

## 環保不足
環保組織消費者力量於2007年11月24日發表調查報告指，今次立法會港島選區補選各候選人加上選舉事務處的宣傳品，耗紙合共重達43噸估計最少需要砍伐1,092棵12米高的大樹。而當中選民地址標貼已經佔去其中20噸重量，估計需要砍伐500棵12米高的大樹。而印刷過程中並無使用環保油墨，加劇空氣污染。立法會港島區補選中印製宣傳紙張最多的候選人為葉劉淑儀（以A4 面積計，共約336萬張），而陳方安生則共印製了（以A4 面積計，共約220萬張）宣傳紙張。

## 外部連結
- 2007年立法會香港島地方選區補選官方網站
- 2007年立法會香港島地方選區補選報告書官方網站選舉結果